# Humboldt-Gymnasium (Gifhorn)
Das Humboldt-Gymnasium ist ein Gymnasium in Gifhorn, Niedersachsen.

## Geschichte
Das Humboldt-Gymnasium wurde 1979 als Schule des Landkreises in Gifhorn gegründet. Obwohl schon seit den 1950er Jahren das Otto-Hahn-Gymnasium in Gifhorn existierte (seit 1971 auf zwei Gebäude verteilt), erfolgte wegen der ständig wachsenden Schülerzahl eine Schulteilung. Aus diesem Grund wurde das Humboldt-Gymnasium gegründet und die zuvor im Gebäude Lindenstraße des Otto-Hahn-Gymnasiums angesiedelten Teile der Schule in das Gebäude der vormaligen Fritz-Reuter-Realschule verlegt. Im Frühjahr 1998 erhielt das Gymnasium den offiziellen Titel Europaschule.
Der erste Schulleiter war ab 1979 Anton Pumpe. Sein Nachfolger wurde Michael Weiß im Jahr 1996. Im Jahre 1994 wurde die Grundfläche des Gebäudes durch den Anbau des Westflügels auf etwa 5000 m² vergrößert. 2011 erfolgte dann der Bau einer neuen Pausenhalle.
Im Mai 2003 besuchten knapp 1100 Schüler und über 80 Lehrkräfte das Gymnasium. Von 2003 bis 2011 wuchs die Anzahl der Lehrkräfte auf 97 an.
Seit 2007 erringt das Humboldt-Gymnasium jährlich den Titel Umweltschule in Europa.
Seit August 2013 ist Brigitte Gorke als Nachfolgerin von Michael Weiß Schulleiterin des HG.

## Besonderes
Im Jahr 2009 errang eine Schülerdelegation bei dem Youtube-Wettbewerb „361 Grad Toleranz“ den ersten Platz. Als Belohnung war ein Konzert der Musikgruppe Silbermond ausgeschrieben. Dieses Konzert erfolgte am 16. November 2009 in der Sporthalle des Humboldt-Gymnasiums.
Seit mehreren Jahren organisiert das Humboldt-Gymnasium sogenannte Eurocamps. Dabei werden Schülerdelegationen aus Bulgarien und Polen empfangen. Diese mehrwöchigen Aktionen dienen dem kulturellen Austausch. Des Weiteren steht jedes Camp unter einem Motto, zu dem Vorträge ausgearbeitet werden. Der Gegenbesuch der deutschen Delegation erfolgt jeweils im selben Jahr.

## Bekannte Schüler
- Armin Baumgarten
- Britta Herrmann
- Thordies Hanisch (Abitur 2000)
- Lena Düpont
- Fabian Klos